# Maria Panula
Maria (Maija) Emilia Panula, född Abrahamintytär Ojala 1 december 1870, död 15 april 1912, var en finändare som omkom under förlisningen av RMS Titanic.
Hon föddes i Lappajärvi i södra Österbotten i Finland som dotter till Abram Abramsson Ojala och Susanna Maria Taavettintytar Norrkiilunen.
Hon gifte sig 14 februari 1892 med Juha Panula. Paret fick åtta barn mellan 1892 och 1911. 
Paret emigrerade 1893 till Coal Center, Pittsburgh, Pennsylvania i USA. De levde i USA i åtta år och flyttade tillbaka till Finland 1901, där de köpte gården Ylihärmä. År 1910 drunknande deras dotter Emma Iita, i en sjö i Finland. I november 1911 emigrerade Juha Panula återigen till USA. Maria Emilia Panula och de sex återstående barnen kom efter i sällskap med barnflickan Susanna "Sanni" Riihivuori. De steg i land på Titanic i Southampton 10 april 1912. De reste tredje klass, och de två äldsta sönerna Ernesti och Jaakko placerades liksom de andra ogifta männen i en annan del av fartyget. 
Natten 15 april väcktes de, enligt hyttkamrat Anna Sofia Turja, av en av de två äldsta sönerna, som kom in i deras hytt och sade att skeppet krockat med ett isberg: "Stig upp, annars kommer ni att hamna på havets botten". 
Anna Sofia Turja uppger att Maria Panula grät medan hon halvsovande försökte klä sig och sina barn, som klängde på henne skrikande av rädsla, och att hon sade att hon var rädd för att de alla skulle dö genom att drunkna, precis som hennes dotter i Finland.
Maria Emilia Panula kom av allt att döma upp på båtdäcket mycket sent, liksom majoriteten av passagerarna ur tredje klass. Helga Hirvonen uppger att de flesta kvinnorna ur tredje klass inte förstod de plötsliga order som kortfattat skreks ut till dem av personalen strax efter att de blivit väckta vid midnatt; många av dem kunde heller inte tala engelska. När de kom ut i hallen blev de tillsagda att återvända till sina hytter, och de flesta gjorde som de blev tillsagda. Hirvonen uppger att många av dem blev kvar i sina hytter fram till att de plötsligt märkte att fartyget började luta, varpå det blev en plötslig rusning ut ur hytterna. 
Helga Hirvonen tog sig själv upp till däcket vid denna tidpunkt. Hirvonen träffade Panula, på däcket strax innan hon lämnade fartyget bland de sista som evakuerades, och uppger att Panula hade förlorat kontakten med sina barn i kaoset:
"En av de sista personer jag såg innan jag lämnade skeppet var Mrs. John Panula. Jag kände henne väl. Hon var så förvirrad att hon, stackars kvinna, knappast viste var hon skulle gå. Hon var en av de sista som kom upp till däcket. Jag gissar att hon försökte hålla ihop sin familj. Ingen av dem klarade sig därifrån".
Maria Emilia Panula, alla hennes sex barn och Susanna "Sanni" Riihivuori omkom alla i förlisningen. Hennes yngsta son tillhörde de som utpekats som möjliga identiteter för en av de kroppar från Titanic som bärgats från havet, men han blev 2007 identifierad som Sidney Leslie Goodwin.